# Fernand Point

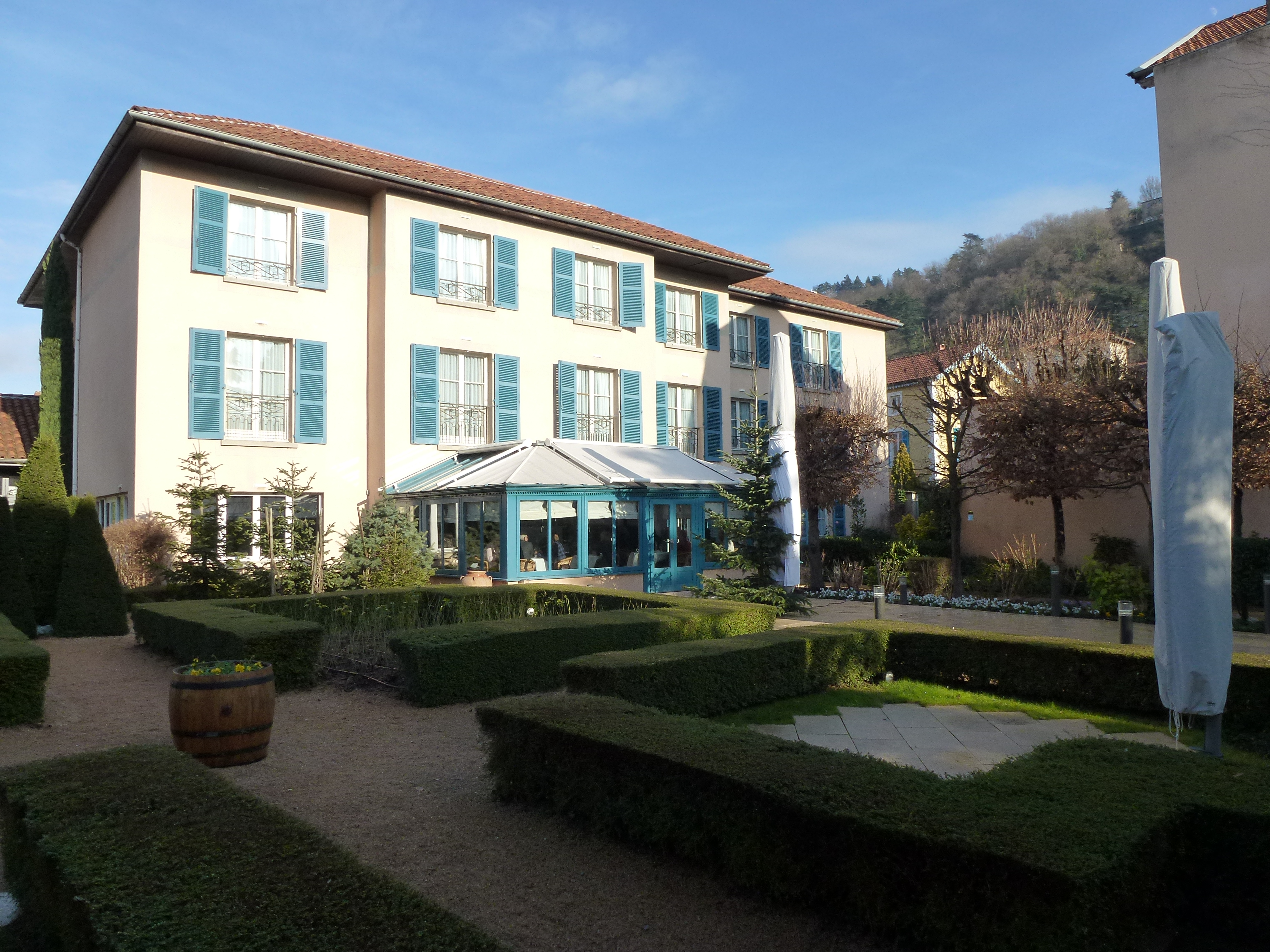
Restaurant de la Pyramide

Fernand Point (Louhans, 25 februari 1897 - Vienne, 4 maart 1955) was een Franse chef-kok en restaurateur. Hij was de uitbater van het restaurant La Pyramide en geldt als een grondlegger van de nouvelle cuisine.

## Biografie
Point kreeg zijn opleiding onder andere in het Hôtel Royal Évian bij Georges Bocuse. In 1925, na de dood van zijn vader Auguste Point, nam hij het restaurant in Vienne over dat zijn vader twee jaar eerder had gekocht van Léon Guieu. Het restaurant was in 1822 gesticht door het echtpaar Chambertin als Au Poirier Idéal en lag aan de route nationale 7. Point gaf het restaurant een nieuwe naam, La Pyramide. In 1928 kreeg hij twee Michelinsterren en vijf jaar later, als eerste restaurant ooit, drie sterren.
In zijn restaurant leidde hij chef-koks op als Paul Bocuse, Pierre en Jean Troisgros en Alain Chapel.
Tijdens de Tweede Wereldoorlog sloot hij zijn restaurant, om geen Duitse officieren te moeten bedienen. Ook gaf hij onderdak aan verzetslui. Zijn restaurant behield drie sterren, ook na zijn dood in 1955 op 58-jarige leeftijd. Het restaurant werd voortgezet door zijn weduwe Marie-Louise (Mado). Na haar dood in 1986 werd het restaurant kort gerund door de adoptiedochter van Fernand en Mado Point, Marie-José Eymin, voor het werd verkocht aan een vastgoedgroep.
Het boek Ma gastronomie met 200 recepten van Point werd postuum uitgegeven in 1969.
Point kreeg als bijnaam Magnum, als verwijzing naar zijn grote gestalte (1,92 meter en 165 kg) en zijn voorliefde voor champagne.